# 살로몬 론돈
호세 살로몬 론돈 히메네스(스페인어: José Salomón Rondón Giménez, 스페인어 발음: [saloˈmon ronˈdon], 1989년 9월 16일 ~ )는 멕시코 리가 MX의 CF 파추카에서 공격수로 활약 중인 베네수엘라의 축구 선수로 베네수엘라 축구 대표팀 내 국제 A매치 최다 득점 기록 보유자이자 FIFA 센추리클럽에 가입되어 있는 4명의 베네수엘라 선수 중 한명이다.

## 구단 경력
1996년부터 2006년까지 유소년팀에서 활약하며 크게 성장했고 2006년 아라과 FC 성인팀에 입단하여 2008년까지 58경기에서 18골을 기록하며 팀의 2007-08 시즌 코파 베네수엘라 우승을 이끌었고 2008-09 시즌을 앞두고 스페인으로 건너가 라리가 2 소속팀인 UD 라스팔마스로 이적하여 2009-10 시즌까지 47경기에서 12골을 터뜨렸다.
그리고 2010-11 시즌을 앞두고 스페인 라리가의 말라가 CF로 이적하여 2011-12 시즌까지 72경기 27골을 터뜨리는 맹활약을 펼친 뒤 4년간의 스페인 생활을 마친 후 2012-13 시즌을 앞두고 러시아 프리미어리그 소속팀인 루빈 카잔으로 이적하여 2013-14 시즌 중반까지 56경기에서 25골을 터뜨렸고 이후 제니트 상트페테르부르크로 이적하여 2014-15 시즌까지 58경기에서 28골을 터뜨려 팀의 2013-14 시즌 리그 준우승, 2014-15 시즌 리그 우승, 2015년 러시아 슈퍼컵 우승, 2014-15년 UEFA 유로파리그 8강 진출을 이끌어냈다.
4시즌동안의 러시아 리그 생활을 청산하고 2015-16 시즌 초반 무렵 잉글랜드 프리미어리그 웨스트브로미치 앨비언으로 이적하여 2019년까지 통산 120경기에서 28골을 기록했고 2017-18 시즌 이후 원 소속팀의 강등으로 인해 뉴캐슬 유나이티드로 임대 이적하여 2018-19 시즌 공식전 33경기 12골을 터뜨리는 맹활약으로 뉴캐슬 유나이티드 구단에서 선정한 2019년 올해의 선수상에 이름을 올렸다.
이후 11년간의 유럽 생활을 잠시 정리하고 2019년 중국 슈퍼리그의 다롄 프로로 넘어가면서 생애 첫 아시아 무대를 밟은 뒤 2020 시즌까지 28경기 14골의 준수한 활약으로 2019년 중국 FA컵 4강의 저력을 이끌어냈다.
2020 시즌을 마친 뒤 러시아 프리미어리그의 CSKA 모스크바로 임대 이적하여 13경기 4골을 기록하며 팀의 2020-21 시즌 러시아 컵 4강을 이끈 후 2021-22 시즌 개막을 앞두고 잉글랜드 프리미어리그의 에버턴 FC로 트레이드되었으나 2022-23 시즌까지 공식전 31경기 3골의 성적에 그쳤다.
그 후 2023 시즌에는 아르헨티나 프리메라 디비시온의 리버 플레이트 소속으로 공식전 37경기 10골을 터뜨리며 팀의 리그 우승을 이끌었고 2023 시즌을 마친 뒤 멕시코 리가 MX의 CF 파추카로 트레이드되어 현재까지 공식전 59경기 31골을 터뜨리며 2024년 CONCACAF 챔피언스컵 우승, 2024년 FIFA 인터컨티넨털컵 준우승 등을 이끌었다.

## 국가대표팀 경력
2008년 1월 3일 18세의 나이로 성인대표팀에 첫 발탁되어 아이티와의 친선 경기를 통해 국제 A매치 데뷔전을 치렀고 같은 해 3월 23일 엘살바도르와의 친선 경기에서 성인대표팀 데뷔골을 터뜨렸다.
이후 베네수엘라 U-20 대표팀 소속으로 2009년 FIFA U-20 월드컵 본선에 출전하여 타히티와의 B조 조별리그 2차전에서 해트트릭을 작성하며 팀의 8-0 대승과 함께 FIFA 주관 대회 사상 첫 16강 토너먼트 진출에 기여한 뒤 베네수엘라 A대표팀 소속으로 출전한 2011년 코파 아메리카에서는 비록 1골에 그쳤지만 팀의 사상 첫 메이저 대회 4강 진출에 일조했고 2016년 코파 아메리카 센테나리오에서도 2골을 기록하며 팀의 8강 진출을 이끌었다.
그리고 2019년 11월 19일 아시안컵 준우승팀인 일본과의 원정 평가전에서 2009년 FIFA U-20 월드컵 이후 10년만에 2번째이자 성인대표팀으로는 사상 처음으로 해트트릭을 작성하며 팀의 4-1 대승을 이끈 뒤 2022년 FIFA 월드컵 남미 지역 예선 18경기에서 4골을 터뜨렸고 특히 볼리비아와의 15차전에서 개인 국가대표팀 커리어 2번째 해트트릭을 작성하며 4-1 승리를 이끌었지만 팀은 3승 1무 14패·10팀 중 최하위의 처참한 성적에 그쳤다.

## 국가대항전 득점 기록
| 골 | 날짜            | 장소                                                              | 상대       | 점수 | 결과 | 대회                                    |
| -- | --------------- | ----------------------------------------------------------------- | ---------- | ---- | ---- | --------------------------------------- |
| 1  | 2008년 3월 23일 | 베네수엘라, 푸에르토라크루스, 에스타디오 호세 안토니오 안소아테기 | 엘살바도르 | 1–0  | 1–0  | 친선경기                                |
| 2  | 2009년 2월 11일 | 베네수엘라, 마투린, 에스타디오 모뉴메탈 데 마투린                 | 과테말라   | 2–1  | 2–1  | 친선경기                                |
| 3  | 2011년 2월 9일  | 베네수엘라, 푸에르토라크루스, 에스타디오 호세 안토니오 안소아테기 | 코스타리카 | 1–1  | 1–1  | 친선경기                                |
| 4  | 2011년 2월 9일  | 베네수엘라, 푸에르토라크루스, 에스타디오 호세 안토니오 안소아테기 | 코스타리카 | 1–1  | 1–1  | 친선경기                                |
| 5  | 2011년 7월 13일 | 아르헨티나, 살타, 에스타디오 파드레 에르네스토 마르테아레나       | 파라과이   | 1–0  | 3–3  | 2011년 코파 아메리카                    |
| 6  | 2012년 5월 23일 | 베네수엘라, 푸에르토오르다스, 폴리데포르티보 차차마이             | 몰도바     | 2–0  | 4–0  | 친선경기                                |
| 7  | 2012년 5월 23일 | 베네수엘라, 푸에르토오르다스, 폴리데포르티보 차차마이             | 몰도바     | 4–0  | 4–0  | 친선경기                                |
| 8  | 2012년 6월 5    | 우루과이, 몬테비데오, 에스타디오 센테나리오                       | 우루과이   | 1–1  | 1–1  | 2014년 FIFA 월드컵 남아메리카 지역 예선 |
| 9  | 2012년 9월 11일 | 파라과이, 아순시온, 에스타디오 디펜소레스 델 차코                 | 파라과이   | 1-0  | 1–0  | 2014년 FIFA 월드컵 남아메리카 지역 예선 |
| 10 | 2012년 9월 11일 | 파라과이, 아순시온, 에스타디오 디펜소레스 델 차코                 | 파라과이   | 2-0  | 2–0  | 2014년 FIFA 월드컵 남아메리카 지역 예선 |
| 11 | 2013년 3월 26일 | 베네수엘라, 푸에르토오르다스, 폴리데포르티보 차차마이             | 콜롬비아   | 1–0  | 1–0  | 2014년 FIFA 월드컵 남아메리카 지역 예선 |
| 12 | 2013년 9월 10일 | 베네수엘라, 푸에르토라크루스, 에스타디오 호세 안토니오 안소아테기 | 페루       | 1–1  | 3–2  | 2014년 FIFA 월드컵 남아메리카 지역 예선 |
| 13 | 2015년 6월 14일 | 칠레, 랑카과, 엘 테니엔테                                         | 콜롬비아   | 1–0  | 1–0  | 2015년 코파 아메리카                    |
| 14 | 2015년 9월 8일  | 베네수엘라, 푸에르토오르다스, 폴리데포르티보 차차마이             | 파나마     | 1–1  | 1–1  | 친선경기                                |
| 15 | 2016년 5월 27일 | 코스타리카, 산호세, 에스타디오 나시오날 데 코스타리카             | 코스타리카 | 1–0  | 1–2  | 친선경기                                |
| 16 | 2016년 6월 1일  | 미국, 포트로더데일, 록하트 스타디움                               | 과테말라   | 1–1  | 1–1  | 친선경기                                |
| 17 | 2016년 6월 9일  | 미국, 필라델피아, 링컨 파이낸셜 필드                              | 우루과이   | 1–0  | 1–0  | 코파 아메리카 센테나리오                |
| 18 | 2016년 6월 18일 | 미국, 폭스버러, 질레트 스타디움                                   | 아르헨티나 | 1–3  | 1–4  | 코파 아메리카 센테나리오                |
| 19 | 2017년 3월 28일 | 칠레, 산티아고, 에스타디오 모누멘탈 다비드 아렐라노               | 칠레       | 1–3  | 1–3  | 2018년 FIFA 월드컵 남아메리카 지역 예선 |

## 대회 성적

### 클럽
아라과 FC
- 코파 베네수엘라 : 우승 (2007-08)

 제니트 상트페테르부르크
- 러시아 프리미어리그 : 우승 (2014-15), 준우승 (2013-14)
- 러시아 슈퍼컵 : 우승 (2015)

 다롄 프로
- 중국 FA컵 : 4강 (2019)

 CSKA 모스크바
- 러시아 컵 : 4강 (2020-21)

 리버 플레이트
- 아르헨티나 프리메라 디비시온 : 우승 (2023)

 CF 파추카
- CONCACAF 챔피언스컵 : 우승 (2024)
- FIFA 인터컨티넨털컵 : 준우승 (2024)

### 국가대표팀
베네수엘라
- 코파 아메리카 : 4위 (2011)

### 개인 수상
- 뉴캐슬 유나이티드 올해의 선수 : 2019
- 리가 MX 득점상 : 2024 토르네오 클라우수라 (8골 / 공동 수상)
- CONCACAF 챔피언스컵 골든볼 : 2024
- CONCACAF 챔피언스컵 득점상 : 2024 (9골)
- CONCACAF 챔피언스컵 베스트 11 : 2024

## 같이 보기
- A매치 100경기 이상 출전한 축구 선수 명단